# Pražská německá literatura

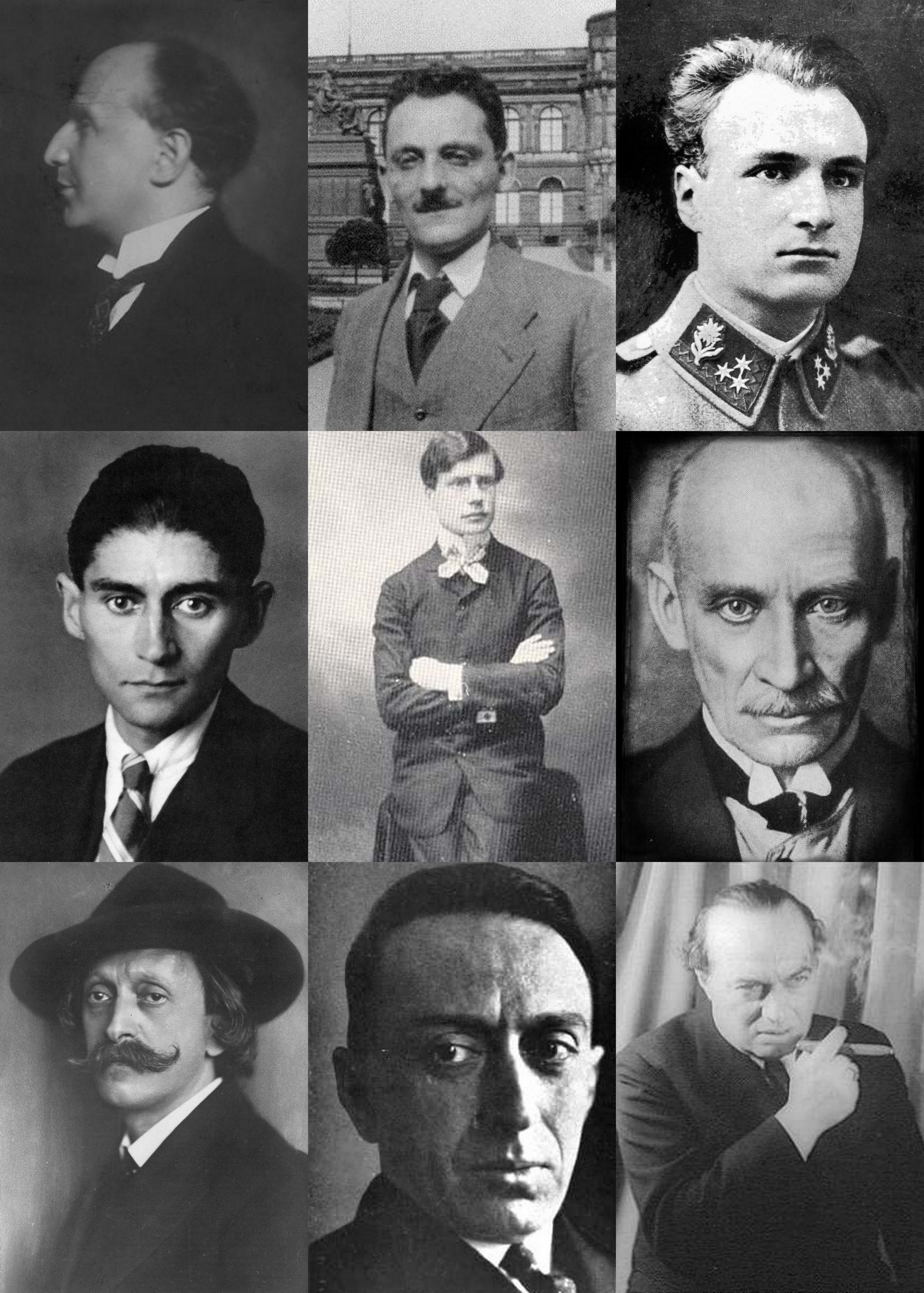
Oskar Baum, Max Brod, Franz Janowitz, Franz Kafka, Paul Leppin, Gustav Meyrink, Hugo Salus, Ernst Weiss, Franz Werfel

Termínem pražská německá literatura se označují německy psané literární texty vytvořené spisovateli, básníky a žurnalisty, kteří působili v Praze v druhé polovině 19. a na začátku 20. století. Převážně to byli pražští rodáci a jen výjimečně pocházeli z dalších oblastí českých zemí, Rakouska či Německa, odkud později přišli do Prahy. Většinou byli původem Židé, a z tohoto důvodu mnozí z nich před rokem 1939 emigrovali. V Praze působila na přelomu století více než stovka těchto autorů, z nichž se celosvětově proslavili zvláště Rainer Maria Rilke, Gustav Meyrink, Paul Leppin, Max Brod, Franz Kafka, Franz Werfel, Egon Erwin Kisch a Johannes Urzidil.
Pražská německá literatura je nejvýznamnějším komplexem literárních děl sepsaných v němčině, který vznikl mimo souvislé německojazyčné území. V literatuře těchto autorů, která byla silně ovlivněna českou kulturou, literaturou a dějinami, se odrážejí složité historické podmínky jejího vzniku související s národnostními poměry v Praze po roce 1861 a specifiky německého spolkového života, na němž se výraznou měrou podíleli pražští Židé.
Rozmanitost a pestrost pražského kulturního prostředí této epochy je patrná jak na četných literárních uskupeních, jako byla Concordia, Jung-Prag nebo Café Arco, tak i v návaznosti nebo vzájemném vymezování mezi jednotlivými literárními směry, k nimž lze počítat pražskou secesi, novoromantickou dekadenci a obskurantismus, pražský expresionismus a takzvanou novou věcnost. Bohatou literární produkci pak dokládá řada literárních časopisů. Pražští německy píšící spisovatelé usilovali o kulturní zprostředkování mezi německou a českou kulturou, svými překlady české literární a operní tvorby přispěli mimo jiné k mezinárodnímu uznání Haškova Švejka, prózy a divadelních her Karla Čapka, skladatelského díla Leoše Janáčka, Vítězslava Nováka a Jaromíra Weinbergera stejně jako k lepšímu povědomí o poezii Jaroslava Vrchlického, Fráni Šrámka, Petra Bezruče a Otokara Březiny.

## Vymezení pojmu
Pojem „pražská německá literatura“, popřípadě „pražská literatura německého jazyka“ je označením novějšího data, které zavedla česká germanistika a které je součástí literární historie teprve od konce druhé světové války. Až v šedesátých letech pak byla vedle Kafky a Werfela věnována pozornost také dalším opomíjeným autorům z tohoto okruhu. Co však vlastně do pražské německé literatury spadá a jaké má tato literární „skupina“ specifika? K vymezení tohoto pojmu v kontextu ostatních literárních proudů se dodnes zpravidla užívá:
- Časové ohraničení: Všeobecně je tato literatura datována na cirka 45 let mezi vystoupením Rainera Maria Rilkeho s jeho první básnickou sbírkou Leben und Lieder v roce 1894 a vpádem německých vojsk na území, které zbývalo z Československa po Mnichovské dohodě, v roce 1939.[pozn. 1] Tím je toto období – které bylo československými literárními vědci v podmínkách tehdy vládnoucího komunistického režimu vyzdvihováno jako moderní, humanistické a ojedinělé – ohraničeno od literatury 19. století, a to i přesto, že zde existují zřejmé návaznosti.[3][pozn. 2]
- Místní a tematické určení: Pražská německá literatura zahrnuje autory, kteří pocházeli z Prahy či v Praze určitou dobu žili, a jejichž díla se většinou od jiných literárních textů z německojazyčných oblastí Čech, Moravy a Slezska odlišují nejen obsahově, nýbrž i stylisticky a ideologicky (zejména v nich není ani stopy po takzvané völkisch ideologii). Takováto lokální exkluzivita Prahy je však u řady pozdějších literárních historiků zpochybňována.[pozn. 3]

Tato dobově podmíněná definice, která je novějšími autory pojímána spíše extenzivně, pochází od československého germanisty a organizátora obou liblických konferencí Eduarda Goldstückera, jenž volně navázal na takzvanou tezi o trojím ghettu, jejímž autorem je literární vědec Pavel Eisner. Tato teze se pokouší vysvětlit fenomén pražské německé literatury tím, že její autoři byli jakožto Němci, měšťané a Židé uprostřed převažujícího českého obyvatelstva příslušníky trojího ghetta. Později byla tato vymezení podrobena kritice a v mnohém doplněna. Pavel Trost zdůraznil, že autoři, na něž se tento pojem vztahuje, v žádném případě netvořili nějakou jednotnou literární školu. Gilles Deleuze a Félix Guattari si všímají toho, že právě onen stísněný prostor, v němž tato literatura vznikala, má za následek to, že osobní záležitosti autorů (rodinné, manželské a podobně) získávají politický náboj a univerzální dosah. Později byly na tuto oblast aplikovány rovněž antropologické postupy ovlivněné teorií interpretace neustále nově pojednávaných lokálních kultur Clifforda Geertze, a postkoloniální a poststrukturalistické teorie literatury, mimo jiné například koncept takzvané kulturní hybridity, který často souvisí se zrodem nových forem kultury tak, jak jej formuloval Homi K. Bhabha. Pojem pražské německé literatury, jehož kritický rozbor předložila Ingeborg Fialová-Fürstová či Georg Escher, je potom třeba odlišit od jinak pojatého konceptu Maxe Broda nazvaného Pražský kruh, kterým jsou (v užším slova smyslu) vedle Broda samotného většinou míněni Kafka, Felix Weltsch, Oskar Baum a po Kafkově smrti též Ludwig Winder, a rovněž od označení Pražská škola užívaným například Hansem Güntherem Adlerem, neboť pražskou školou se obvykle rozumí Pražský lingvistický kroužek.

## Historické a společenské pozadí

### Národnostní poměry vPraze (1861–1914)
| „O císařské Vídni se tvrdilo, že je příjemná, avšak královské a císařské město Praha takové určitě nebylo, ani zvenčí, ani uvnitř; bylo sršaté, urputné, bojovné a hrozivé.“ |
| Johannes Urzidil, Pražský triptych: povídky, 1960, s. 206 |

Ještě před rokem 1848 byla Praha typickým velkým administrativním městem a komerčním centrem Rakouského císařství, kde se německy mluvící měšťané těšili z politické a sociální hegemonie nad místním slovanským obyvatelstvem. Podle značně nepřesné statistiky z roku 1846, která při stanovení národnostní skladby Pražanů vycházela z jazyka užívaného katolickým duchovenstvem dané farnosti, žilo ve čtyřech historických čtvrtích Starého Města, Nového Města, Malé Strany a Hradčan 66 046 Němců a 36 687 Čechů. V ghettu Josefově a jeho okolí pak 6 400 Židů. V důsledku průmyslového rozvoje pražských předměstí a s ním spojené migrace obyvatel z vnitřních Čech a v neposlední řadě také s nástupem českého národního hnutí po revolučním roce 1848 se situace začala brzy měnit. S koncem neoabsolutistického režimu přišly v roce 1861 nové volby, které znamenaly první otevřený konflikt mezi Čechy a Němci a které byly předznamenáním boje o politickou moc mezi oběma národnostmi v Praze a v českých zemích. Protože počínaje rokem 1861 získaly české strany poprvé převahu v pražské městské správě, český a německý veřejný život se rychle rozštěpil.
| Německé obyvatelstvo Prahy v letech 1880–1921            | Německé obyvatelstvo Prahy v letech 1880–1921 | Německé obyvatelstvo Prahy v letech 1880–1921 | Německé obyvatelstvo Prahy v letech 1880–1921 | Německé obyvatelstvo Prahy v letech 1880–1921 |
| -------------------------------------------------------- | --------------------------------------------- | --------------------------------------------- | --------------------------------------------- | --------------------------------------------- |
|                                                          |                                               |                                               |                                               |                                               |
| 1880                                                     | 1880                                          |                                               | 15,74 %                                       | 15,74 %                                       |
| 1890                                                     | 1890                                          |                                               | 10,85 %                                       | 10,85 %                                       |
| 1900                                                     | 1900                                          |                                               | 6,71 %                                        | 6,71 %                                        |
| 1910                                                     | 1910                                          |                                               | 6,12 %                                        | 6,12 %                                        |
| 1921                                                     | 1921                                          |                                               | 4,59 %                                        | 4,59 %                                        |
| Obyvatelstvo Velké Prahy podle národnosti/obcovací řeči. |                                               |                                               |                                               |                                               |

 První spolehlivé sčítání z roku 1880 zjišťující národnost, resp. obcovací jazyk, individuálním dotazováním již ukazuje poměr národností ve městě mnohem realističtěji. V letech 1880–1910 počet českého obyvatelstva ve městě a vnitřních předměstích vzrostl z 213 000 na 405 000, zatímco u Němců (katolíků, židů a protestantů) poklesl z téměř 39 000 na 33 000. V roce 1892 utrpěla kdysi mocná německá městská komunita další příkoří v podobě odstranění dvojjazyčného značení pražských ulic a jeho nahrazením výhradně českými názvy. Od prohraných voleb si pražští němečtí měšťané, mezi nimiž postupně získávali většinu německy mluvící Židé, vytvořili vlastní spolkový život analogicky k českým organizacím a spolkům. Jako protiváha české Měšťanské besedy vzniklo zastřešující německé Kasino (Deutsches Casino), jehož sídlem se stal Německý dům v ulici Na Příkopě, která tehdy byla korzem pražských Němců a protějškem korza českého: dnešní Národní třídy. Spolkový život pražských Němců se vyznačoval příklonem k měšťanskému liberalismu a tedy k Německé ústavní straně. Šlechta usazená ve svých palácích na Malé Straně se tohoto života účastnila jen symbolicky, pro německé dělníky a řemeslníky zase byla tato měšťanská společnost příliš exkluzivní. Odlišný prvek představovali němečtí studenti, kteří si jako protiváhu českého Akademického čtenářského spolku založili „Čítárnu a přednáškovou síň německých studentů“ (Lese- und Redehalle der deutschen Studenten in Prag). Po rozdělení Univerzity Karlo-Ferdinandovy na českou a německou v roce 1882 byla přítomnost německých nacionálně (völkisch) smýšlejících studentů z českého pohraničí dalším zdrojem napětí, který měl v už tak rozděleném městě za následek časté spory a pouliční rvačky. Také nově zrozený český nacionalismus se v té době projevoval agresivně, jeho obětí se často stávali pražští Židé, ať už si v národnostním sporu vybrali českou nebo německou stranu.

#### Postavení pražských Židů
| „Židé a Němci mají mnoho společného. Jsou snaživí, přičinliví, zdatní a pilní – a velmi neoblíbení u ostatních. Židé a Němci jsou vyděděnci.“ |
| Franz Kafka ; Gustav Janouch, Hovory s Kafkou, 1968, s. 135                                                                                   |

Rakouští Židé byli díky josefínským reformám postupně osvobozeni od některých diskriminačních opatření, v rámci reforem jim však bylo nařízeno přijmout německá jména a příjmení, protože pro státní úředníky byla hebrejská jména nesrozumitelná. Součástí těchto změn byla také přeměna židovských výchovných zařízení, takzvaných chederů, v německé základní školy. Ve stejné době začaly na území monarchie pronikat myšlenky židovského osvícenství, haskaly, reagující na probíhající asimilaci, které se snažily obhájit to podstatné z judaismu v kontextu moderní doby. Protože mnozí Židé ovládali jidiš, nelze se divit tomu, že si jazykově příbuznou němčinu rychle osvojili a že se v zájmu svého zrovnoprávnění snadno identifikovali jak s ideály haskaly, tak s německou kulturou a literaturou. Ještě před zrušením posledních zákazů týkajících se pobytu a zaměstnání v letech 1859–1860 se Židé nejen v Praze a ostatních větších městech středních Čech ujali vedení v zavádění novinek do obchodu a průmyslu a projevovali zájem o světskou vzdělanost. Pražští Židé, bohatí právě tak jako chudí, usilovali o to, aby se stali součástí vznikající podnikatelské a profesionální střední třídy. Mnozí z nich do osmdesátých let 19. století přijali kulturu rakouského německého měšťanstva. Přednostní postavení němčiny a německy mluvících zaměstnanců ve správě, velkém obchodě a vyšším vzdělání v Čechách a v celém Rakousku totiž způsobilo, že většina pražských Židů dávala přednost německému jazyku, německému studiu, a kde to bylo možné i německým společenským vztahům.
Přes počáteční toleranci umírněných českých nacionalistů mnohé prvky české politiky (aliance staročechů s konzervativní šlechtou a katolickou hierarchií a z toho plynoucí podpora reakčního ekonomického zákonodárství a klerikálního vlivu na vzdělání) pražské Židy odpuzovaly a posilovaly jejich sounáležitost s Němci. Radikální čeští nacionalisté, kteří se odtrhli jako Národní strana svobodomyslná neboli mladočeši, pak ve své politice využívali maloburžoazní demagogii, která Židy jakožto Němce, loajální Rakušany a kapitalistické vydřiduchy či parazity ztotožňovala s nepřáteli národa. Odpor lidových vrstev proti německým a židovským podnikatelům vybuchoval v masovém násilí v Praze i v ostatních českých městech, v letech 1843, 1848, 1859, 1861, 1866, a potom v intervalech až do první světové války. Naopak německý liberální veřejný život v Rakousku účast Židů uvítal. Koncem osmdesátých let odmítla německá liberální strana antisemitismus, podporovala antiklerikální legislativu a získávala židovské hlasy. Oproti Vídni, která byla pod bezprostředním vlivem církve a katolického dvora, přitom v Praze nebylo nutné, aby se Židé jako vítaná posila pražské německé minority nechávali v souvislosti se svým kariérním postupem křtít. Německé spolky v Praze od počátku židovské členy přijímaly, židovští podomní obchodníci a ti nejchudší hokynáři však neměli přístup k německému skupinovému životu snadnější než jejich křesťanské protějšky.

#### Německý spolkový život vPraze

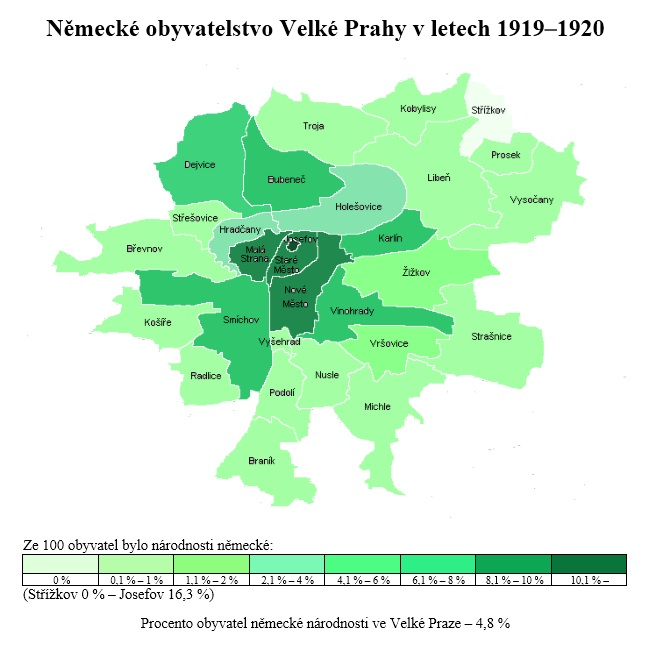
Německé obyvatelstvo Velké Prahy v letech 1919–1920

Pražané německého jazyka se sdružovali ve vlastních politických, náboženských, profesních i kulturních spolcích, jejichž provázanost navenek působila dojmem jakéhosi menšího německého města uvnitř velkého města českého. Vedle samostatného školství s vlastní univerzitou, Stavovského i Nového německého divadla měli mimo jiné k dispozici tělocvičný spolek (Turnverein) a okruh svých institucí, kaváren, restaurací a podniků, které byly označeny německými či dvojjazyčnými nápisy.
Pražská německá společnost však přes vytrvalou snahu Kasina udržet liberální status quo zdaleka nebyla vnitřně jednotná. Již koncem osmdesátých let docházelo ke štěpení ve spolkovém životě a ke vzniku vnitřní opozice. Elementy „völkisch“ ideologie se nejprve objevily v tělocvičném spolku, kde chtěli někteří funkcionáři zavést takzvaný antisemitský paragraf vylučující židovské členy. Nejzávažnější byl ale rozkol v liberálním Čtenářském a přednáškovém klubu německých studentů v Praze, od něhož se v roce 1892 oddělila národovecky antisemitská Germanie. Pražští Židé na tyto tendence reagovali zakládáním vlastních liberálních, nacionálních a nakonec i sionistických organizací. Již v roce 1885 byl založen Ústřední spolek pro péči o židovské záležitosti (Centralverein zur Pflege jüdischer Angelegenheiten), který měl totožné cíle s programem později založeného Ústředního spolku německých občanů židovské víry (Centralverein deutscher Staatsbürger jüdischen Glaubens), jehož členy byli mezi jinými i otcové Maxe Broda, Willyho Haase, Franze Kafky a Franze Werfela. Odpovědí na založení antisemitské Germanie byl Spolek židovských vysokoškoláků Bar-Kochba (Verein jüdischer Hochschüler Bar-Kochba in Prag), jenž se záhy připojil k sionistickému hnutí.
V roce 1893 vznikla první pražská lóže mezinárodní židovské organizace B'nai B'rith, která se jmenovala Izraelitský humanitní spolek „Bohemia“ (Israelitischer Humanitätsverein „Bohemia“) a jejímž mládežnickým svazem se pak roku 1910 stalo Sdružení Johanna Gottfrieda Herdera (Johann Gottfried Herder-Vereinigung). Také tento spolek byl výsledkem aktivity generace otců, jejímž záměrem bylo organizovat pražskou židovskou mládež ve spolku vzdorujícím jak narůstajícímu antisemitismu, tak tradiční židovské ortodoxii a ideám sionismu. Zároveň tak měla být zarovnána propast, jaká se rozevírala mezi generací otců a synů. Plány se však v realitě změnily ve svůj dokonalý opak: mladá generace získala organizační bázi (finančně podporovanou lóžemi) pro zápas proti světu otců. Spolek vyvíjel bohatou kulturní činnost, pořádal přednášky, čtení, divadelní představení, hudební a taneční večery a podobně. Jedním z prvních pozvaných hostí byl 12. prosince 1910 Karl Kraus, který ve svém příspěvku velmi ostře a zároveň vtipně kritizoval vídeňský žurnalismus a celou romanticky nasládlou, líbivou kulturu té doby typickou pro svět otců. Přibližně ve stejné době jako Kraus přednášel v Praze i Martin Buber, jehož Tři přednášky o židovství (Drei Reden über das Judentum) vyvolaly uvnitř pražských židovských kruhů rozsáhlou debatu, v níž se projevila nespokojenost mladé generace s bezbarvým a bezobsažným zbytkem judaismu, který jim předali jejich asimilovaní otcové. Tyto historické a společenské souvislosti se potom odrazily v pražské německé literatuře zejména v kritickém postoji ke starému světu a jeho kultuře stejně jako v častém pojednávání židovské problematiky, která je většinou v dílech pražských německých autorů implicitně či explicitně přítomna.

## Literární uskupení
| „V Praze, kde jsou obzvlášť nadaní a kde každý, kdo vyrostl s někým, jenž básní, také básní a kde všechny oplodňuje virtuóz dětství Werfel, takže se tam básníci množí jako pižmové krysy.“ |
| Karl Kraus, Die Fackel, č. 398, 21. 4. 1914, s. 19 |

Od přelomu století byl v Praze zájem o literaturu, pro niž byl jistě dostatek závažných témat, stále častější; v kavárnách i na přednáškových večerech se hojně diskutovalo, vycházely nové knihy a časopisy a Praha se stávala literárním městem. U pražské německé literatury, která byla výsledkem tohoto vývoje, se v germanistice rozlišují tři hlavní etapy, v nichž vznikala jednotlivá literární uskupení, která přecházela jedno v druhé, vzájemně se proti sobě vymezovala a tříštila. První období od roku 1871 až do konce první světové války je v této periodizaci označováno jako „literární jaro“ (literarischer Frühling), druhé období vymezené vznikem ČSR a nástupem nacistů k moci v roce 1933 se nazývá „pozdní literární léto“ (literarischer Nachsommer) a třetí a poslední období pak pod názvem „stíny Třetí říše“ (Schatten des Dritten Reiches) odkazuje zvláště k emigrantské antifašistické literatuře.

### Literární jaro (1871–1918)

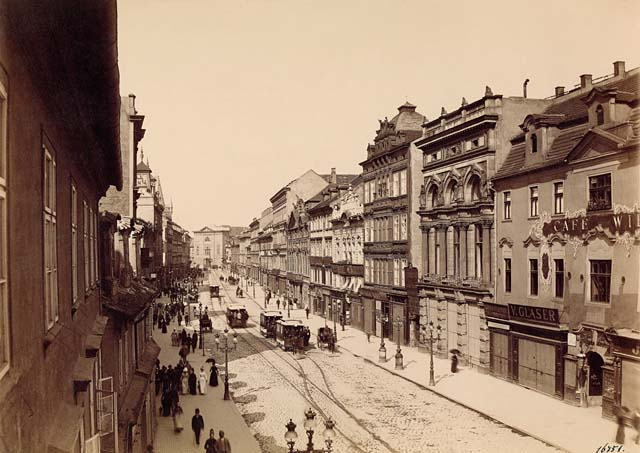
Příkopy, fotografie rakouského fotografa Aloise Beera kolem roku 1890

V rozmezí let 1871 a 1918 vzniklo v Praze několik různých literárních uskupení, která sice sdílela stejné kořeny v měšťanské humanistické kultuře, zastávala však zcela protichůdná tvůrčí a ideologická stanoviska. Tyto často spíše neformální skupiny se rozpadly s koncem první světové války a současným zánikem Rakouska-Uherska. Všeobecně je tato etapa zahrnující uskupení jako byla Concordia, Jung-Prag a Café Arco označována za nejvýznamnější epochu pražské německé literatury, pro kterou se vžilo označení „literární jaro“. Nejdůležitější autoři této doby jsou zastoupeni v pozdějším sborníku Oskara Wienera Deutsche Dichter aus Prag z roku 1919.

#### Concordia
Concordia byla poměrně konzervativním sdružením pražských německých spisovatelů a umělců narozených cca mezi lety 1850 a 1875, které vzniklo pod záštitou německého Kasina a od svého založení v roce 1871 podstatně ovlivňovalo literární život města. Zakladatelem spolku byl Alfred Klaar (který brzy odešel jako kulturní redaktor do berlínského časopisu Vossische Zeitung), po jeho odchodu se jako nejvýraznější osobnosti vyprofilovali básník a dramatik (po jistou dobu považovaný dokonce za nástupce Goethova) Friedrich Adler a jeho přítel i konkurent básník Hugo Salus. Kvůli vzájemným sporům obou básníků pak bylo toto uskupení někdy přezdíváno „Discordia“. Vedle nich spolek tvořili spisovatelé jako Karl Bayer, Josef Adolf Bondy, Emil Faktor, Heinrich Teweles a Joseph Willomitzer, ve druhé generaci dále autoři jako Walther Schulhof, Paul Porges, Alfred Guth, Eugen Trager a Richard Wurmfeld, kteří (alespoň podle názoru Paula Leppina) svou spisovatelskou činnost většinou nevykonávali jako své hlavní povolání, nýbrž jako duchaplnou zábavu vedle svých občanských profesí. Pro tuto generaci byl ještě příznačný radikálně asimilovaný přístup k židovství, který byl vyvažován o to vřelejším vztahem k německé kultuře a neskrývaným odstupem od českých politických snah. V rámci své spolkové činnosti Concordia poskytovala příležitosti k setkávání mezi pražskými autory a zahraničními hosty jako byli například Felix Dahn nebo Ludwig Büchner, kteří na pozvání spolku Concordia přijeli do Prahy. Péčí Heinricha Tewelese byl v roce 1894 vydán reprezentativní sborník Prager Dichterbuch, v němž jsou zastoupeni básníci tohoto spolku.

#### Jung-Prag
| „11. května 1898 předčítal Detlev von Liliencron v Praze poprvé ze svých děl. Spolek mladistvých literátů básníka pozval do Prahy a od té doby lpěl Liliencron s nadšenou náklonností na tomto starém a velmi pěkném městě. [...] V ulicích vzbudil tento malý, hlasitě hovořící muž ve světlém svrchníku a černém pomačkaném filcovém klobouku pozornost; k tomu hodně přispělo jeho okolí, neboť první dva dny se ‚Jung-Prag‘ od něj nehnula na krok.“ |
| Oskar Wiener, Alt-Prager Guckkasten, 1922, s. 35 |

V záměrném kontrastu s měšťanskou solidností mocného honoračního spolku Concordia vzniklo novoromantické hnutí Jung-Prag (Mladá Praha), které se scházelo v kavárně Renaissance v ulici Na Příkopě a přivedlo sem mimo jiné německého básníka Detleva von Liliencron, který podle Maxe Broda „rozhodujícím způsobem“ zapůsobil na všechny pražské literární směry. K této literární skupině patřili mezi jinými Victor Hadwiger, Camill Hoffmann, Paul Leppin, Gustav Meyrink, Rainer Maria Rilke, Hedda Sauer a Oskar Wiener. Vedle těchto autorů byli součástí skupiny také Richard Teschner a Hugo Steiner-Prag, kteří se později proslavili jako knižní ilustrátoři. Tito spisovatelé a výtvarníci narození v sedmdesátých letech nebo krátce předtím, se od roku 1895 seskupili kolem Spolku německých výtvarných umělců v Čechách (Verein deutscher bildender Künstler in Böhmen) a po nějakou dobu používali jako své fórum časopisy Frühling (1900/1901) a Wir (1906), které však brzy zanikly. Odchody zakládajících členů a jejich pozdější tvůrčí vývoj pak vedly k zániku jednotného hnutí Jung-Prag.

#### Café Arco
Po rozpadu hnutí Jung-Prag si následující generace autorů narozených v rozmezí let 1882 a 1893 zvolila za místo svých setkání kavárnu Arco. K členům této společnosti, které Karl Kraus trefně nazval Arconauty, patřili mimo jiné Oskar Baum, Max Brod, Rudolf Fuchs, Willy Haas, Willi Handl, Franz Janowitz, Franz Kafka, Paul Kornfeld, Egon Erwin Kisch, budoucí herecká hvězda Ernst Deutsch, Otto Pick, stejně jako Franz Werfel, který se svou básnickou sbírkou Weltfreund (Přítel světa) vytištěnou koncem roku 1911 přispěl k rozkvětu nejen pražské varianty expresionistického hnutí. 

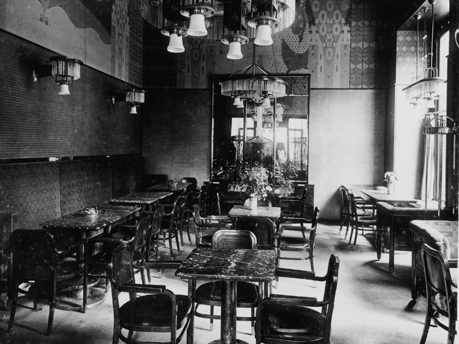
Interiér Café Arco v roce 1907

 Tato skupina formálně zakotvená ve Sdružení Johanna Gottfrieda Herdera (Johann Gottfried Herder-Vereinigung) si v letech 1911–1912 vytvořila vlastní literární platformu v časopise Herder-Blätter. Tato perioda od jara 1911 do podzimu 1912, během níž skupině vycházel vlastní časopis a Franz Werfel prožíval svůj poslední rok v Praze, patrně znamenala dobu nejužší vzájemnosti, nejpevnějšího semknutí a nejintenzivnějšího vzájemného působení, byla to takříkajíc heroická doba Café Arco. Otto Pick o tomto období ve vzpomínkovém článku z roku 1916 napsal: „Večery, noci oné zimy! Jak jsme byli zajedno, jak jsme spolu souzněli!“ Začátek tohoto pozoruhodného období pražské německé literatury je přibližně vymezen podzimem 1912, vydáním posledního sešitu Herder-Blätter (a současnou zásadní změnou koncepce pražského časopisu Deutsche Arbeit směrem k ideji německého nacionalismu, přesídlením Werfela do Lipska, „průlomem“ a rozhodujícím obratem v životě a díle Franze Kafky); jeho konec pak následně „Večerem pražských autorů“ Herderova sdružení 4. prosince 1912, při němž Kafka poprvé veřejně předčítal Ortel (Das Urteil), jehož se ale již neúčastnil Werfel. S příchodem první světové války a povoláním mnohých z těchto mladých literátů do vojenské služby Café Arco jako středisko literární kreativity pozbylo svého významu, pro svůj věhlas však přitahovalo mladší autory „druhé generace“, kteří si tuto kavárnu opět zvolili jako místo svého setkávání.
K těmto autorům druhé generace literární skupiny Café Arco narozeným uprostřed devadesátých let 19. století náleželi Karl Brand, Hans Demetz, Hans Gerke, Walter Fürth, Otto Rosenfeld a Johannes Urzidil – tehdy vesměs mladí žurnalisté a literární adepti. Společně s některými staršími autory jako byli například Ernst Polak nebo Ernst Feigl tvořili okruh druhé generace uskupení Café Arco, které bylo převážně pacifisticky zaměřeno a které se dále pokoušelo o přehodnocení dosavadního vztahu pražských německých spisovatelů k české kultuře a literatuře. Jako skupina však zůstali relativně nepovšimnuti, protože vzhledem k válečným událostem byly možnosti jejich společných akcí a veřejných vystoupení značně omezené.

### Pozdní literární léto (1918–1933)
V době ohraničené vznikem samostatného Československa v roce 1918 a převzetím moci nacisty v Německu roku 1933, které uvedlo do pohybu mohutnou emigrační vlnu, při níž do Prahy uprchli mnozí pronásledovaní autoři židovského původu a perzekvovaní političtí odpůrci nového režimu, se v hlavním městě vytvořily menší literární skupiny: Der Pfad, Die Gruppe Protest a Die Freie Gruppe Prag. Tato uskupení byla silně ovlivněna katastrofálními důsledky první světové války a Říjnovou revolucí v Rusku, která byla i na území Československa počátkem vzestupu socialistického hnutí. Předehrou k této etapě v dějinách pražské německé literatury bylo vydávání měsíčníku Der Pfad (Stezka) zahájené skupinou pražských studentů v roce 1919.

#### Der Pfad
Literární měsíčník Der Pfad byl založen v roce 1919 kroužkem pražských studentů narozených na přelomu století, kteří se proti literární moderně a moderní době vůbec snažili vymezit z konzervativních pozic. Jejich cílem bylo překonání éry materialismu a sofistikovaných válečných strojů návratem k přírodě a k životu v předindustriálním věku.

#### Die Gruppe Protest
Vedle zakládajících členů – pozdějšího právního specialisty Armina Spitalera a Georga Karla Verannemana – se skupinou Der Pfad spolupracovali také Konstantin Ahne, Rudolf Altschul a Hans Klaus, kteří se však kolem roku 1920 od těchto konzervativních autorů odtrhli a s vlastním časopisem nazvaným Avalun (počínaje rokem 1921) vystoupili jako samostatné uskupení pod názvem Die Gruppe Protest (Skupina protest).

#### Die Freie Gruppe Prag
Další literární skupina Die Freie Gruppe Prag (Svobodná skupina Praha) byla v roce 1929 založena Paulem Leppinem ml. a Wolfem Salusem, synem Huga Saluse, společně s Friedrichem S. Ostem a Franzem Steinerem. Veřejně se poprvé představili 6. prosince 1929 v sále Pražského domu odborů (v dnešní budově Prago-union na Václavském náměstí). Již v příštím roce se však skupina rozpadla pro vzájemné neshody mezi Steinerem a jeho bývalým spolužákem Salusem. Blízko k tomuto převážně levicově (a částečně i komunisticky) zaměřenému uskupení měli rovněž Hans Günther Adler a Heinz Plotzer. Většina jeho členů se narodila kolem roku 1910.

### Stíny Třetí říše (1933–1939)
Poslední fáze pražské německé literatury ovlivněná jak konzervativními, tak socialistickými myšlenkovými směry, byla silně poznamenána stále naléhavější hrozbou ze strany nacistického Německa a šířením jeho propagandy v českých pohraničních oblastech s početným německým obyvatelstvem. Toto vnější ohrožení vedlo k návratu ke společným kořenům a k solidaritě mezi pražskými německými autory, která se projevila už 25. března 1933 „Pražským autorským večerem“ (Prager Autorenabend) uspořádaným Ernstem Feiglem, na němž se předčítalo mimo jiné z děl Rudolfa Fuchse, Oskara Bauma a Georga Mannheimera. Do pražského literárního života se zapojilo množství uprchlíků, kteří současně s některými rodilými Pražany (Louis Fürnberg, Franz Carl Weiskopf) pracovali pro antifašistická vydavatelství Volks-Illustrierte a Gegen-Angriff a díky nimž se Praha stala dočasným centrem německé antifašistické literatury. Mnichovská dohoda z 29. září 1938 a následná invaze německých vojsk do Prahy 15. března 1939 pak znamenala definitivní konec těchto literárních aktivit.

## Literární směry
| „Náš život se vyznačoval bezpředsudečností, která hraničila s nihilismem a cynismem (...) Naším údělem byla zhoubná, neřešitelná disonance, kterou jsme, myslím, museli protrpět až do značných hloubek. Z víry našich předků v nás nezůstalo nic; ale nezůstalo v nás také nic ze sterilního měšťanského liberalismu a dobromyslné hrabivosti našich otců: měli jsme všechno vybudovat sami, celý náš svět. ‚Běda tomu', řekl jednou Achim von Arnim, ‚kdo se docela sám pokouší vybudovat nový svět.' Běda!“ |
| Willy Haas, Die literarische Welt: Lebenserinnerungen, 1957, s. 28 |

Díky vysokému počtu nadprůměrných literárních osobností a děl je pražská německá literatura stylově i žánrově nesmírně rozmanitá. Z hlediska historických epoch je zde obsaženo téměř vše od klasického realismu Ferdinanda von Saara a Marie Ebner-Eschenbachové, přes naturalismus v raných dílech Auguste Hauschnerové, modernismus Rilkovy generace či expresionismus generace Werfelovy až k obtížně zařaditelnému dílu Kafkovu. Co se týče žánrů, jsou zde zastoupeny jak vývojové romány Maxe Broda, Franze Werfela, tak i psychologické romány Oskara Bauma, Ernsta Weisse, Hermanna Ungara, Ludwiga Windera, dále Meyrinkovy, Kafkovy a Rilkovy grotesky, Kornfeldova dramata a spousta vynikající lyriky, kulturně-politické eseje Urzidilovy a Haasovy, filosofie od Bolzana po Ericha von Kahlera. Rovněž tematicky tato literatura zahrnuje vše, co charakterizuje a zajímá moderního člověka (absurdita, odcizení, disociace, ztráta hodnotových měřítek, ztráta transcendence). Tuto rozmanitost stylů a tendencí lze ilustrovat na ukázce několika literárních směrů, které jsou pro vývoj této literatury příznačné a jimiž jsou: pražská secese, novoromantická dekadence a obskurantismus, pražský expresionismus a nová věcnost.

### Pražská secese
Poslední univerzální mezinárodní sloh, zvaný secese (art nouveau, Jugendstil, Modern Style), který se na konci 19. století a na počátku 20. století rozšířil do všech oblastí kultury, se prosadil nejdříve ve výtvarném umění. Zejména kolem výtvarného umění se také vytvářela svébytná programová estetika secese, která zdůrazňovala odvrat od historizujících tradic a slohové „nepůvodnosti“ 19. století. V literatuře se stávají nositeli secesního slohu významné směry z přelomu století, to jest symbolismus, dekadence a částečně i impresionismus, ačkoliv ne všechna díla vzniklá v kontextu těchto literárních směrů mají secesní charakter. Literatura a výtvarná secese k sobě v této době měly velmi blízko, jak je patrno na zakládání uměleckých skupin zahrnujících spisovatele i výtvarníky, vznik uměleckých časopisů pro novou literaturu i výtvarné umění a na obdobném řešení uměleckých problémů v obou oblastech. Také v literatuře té doby se objevuje tíhnutí k ornamentální stylizaci, například v rytmizaci věty a verše nebo v ornamentálním opakování slov, motivů a hláskových skupin.
V Praze se provázanost obou uměleckých světů projevila ve Společnosti pro podporu německé vědy, kultury a umění v Čechách (Gesellschaft zur Förderung deutscher Wissenschaft, Kunst und Literatur in Böhmen), která vznikla v roce 1891 jako reakce na založení České akademie věd a umění císaře Františka Josefa v Praze v roce 1890, stejně jako v uměleckém spolku Concordia, na jejichž činnost později navázaly skupiny německy hovořících umělců Die Pilger, Junge Kunst a Prager Secession. Z pražských německých literátů se jako první nechal secesní estetikou inspirovat Rainer Maria Rilke, v jehož raném díle se před jeho odchodem z Westerwede v roce 1902 (konkrétně například v básnickém cyklu Die Bilder entlang z roku 1898 inspirovaném malířským a grafickým dílem Ludwiga von Hofmanna) objevuje takzvaná Jugendstil perioda vyznačující se – i přes zdůrazňování básníkovy osamělosti – reálnou integrací do soudobé umělecké scény a sdílením jejích módních tendencí a motivů. Dalšími pražskými autory, jejichž díla vykazují vlivy literární secese, jsou spisovatel a filosof Fritz Mauthner (například povídka Ein Abend im Irrenhause z roku 1914) a Rilkem ovlivněný básník a prozaik Camill Hoffmann (například povídka Die drei faulen Bauern z roku 1910).

### Novoromantická dekadence a obskurantismus

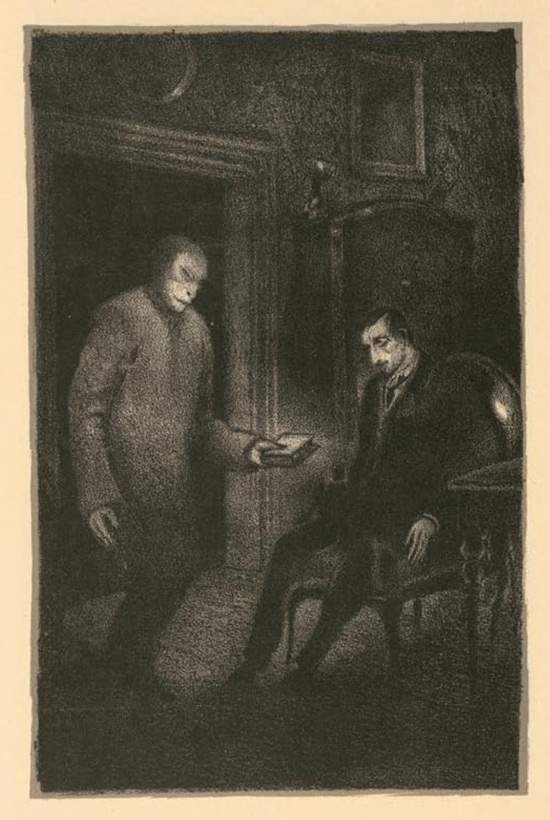
Jedna z 25 litografií, které vytvořil Hugo Steiner-Prag pro slavné vydání Meyrinkova románu Golem (1916)

Nedílnou součástí modernistického proudu v literatuře nastupující koncem 19. století, to jest v období označovaném jako fin de siècle, byla dekadence (což bylo původně hanlivé označení zejména francouzské poezie druhé poloviny, popřípadě poslední třetiny 19. století, která se pohrdavě stavěla k dobové měšťanské kultuře a k jejím tradicím). Autoři tohoto nového směru si s provokativní oblibou vybírali tabuizovaná témata, jakými byly erotika, morbidita, poetizace násilí a zla, neuctivý vztah k Bohu, oslava Satana anebo kult smrti. Namísto zavržených hodnot minulosti přitom hledali záchranu ve vypjaté a rafinované kultivaci vlastního nitra. Jako označení nového směru se později ujal pojem symbolismus a jako dekadenti pak byli označováni už jen ti přívrženci nového umění, pro něž byla typická přesycenost, únava z kultury, touha po vrcholně vypjatých dojmech, rafinovanost či egoistický individualismus. Tato duchovní tendence ovlivnila téměř všechny další dobové směry včetně novoromantismu. Novoromantismus, což je souhrnné pojmenování pro různé umělecké směry, které se vyznačovaly odmítáním naturalismu a novoklasicismu v umění, sdílel s dekadencí vypjatý estetický subjektivismus. Novoromantická estetika ovšem do literatury vnesla některé nové prvky, jimiž jsou například důraz na individuální básnický zážitek a propracovanost melodiky i sémantiky básnického jazyka. Vymezování proti předchozím generacím, které vyznávaly ideály osvícenství, se pak v této době projevovalo také odporem vůči vědeckému pokroku a záměrným zpátečnictvím či tmářstvím spojeným například s oblibou magie a okultismu. Tento proud zvaný obskurantismus souvisel se zpátečnickými i mystifikačními tendencemi mnohých básníků romantismu, které tímto pojmem označoval již Heinrich Heine.
Typickým pražským autorem takovéto „černé romantiky“ byl Gustav Meyrink, tvůrce fantastických románů, ve kterých hrají významnou roli nadsmyslové jevy a hledání metafyzického smyslu lidské existence (Der Golem / Golem, Das grüne Gesicht / Zelená tvář, Der weiße Dominikaner / Bílý dominikán, Der Engel vom westlichen Fenster / Anděl západního okna). V těchto románech stejně jako v různých článcích vyjadřoval Meyrink, jeden z prvních členů Teosofické společnosti Germania (Theosophischen Societät Germania), esotericko-mystické názory, které mimo jiné zahrnovaly mesianistické ideje a elementy buddhismu, židovské a křesťanské mystiky, teosofie a alchymie. Prvky alchymie či magie byly nejen součástí Meyrinkovy důsledné sebestylizace, z níž vyplynuly četné legendy o jeho životě, ale nalézají se také v samotné struktuře spisovatelova díla. Meyrinkova próza, jejímž virtuózním vrcholem je patrně nejslavnější pražský román Golem, však přes své novoromantické, ba obskurantní zabarvení rozhodně neznamenala krok zpět, v řadě svých rysů naopak předznamenává další literární vývoj, jehož vyústěním je expresionismus. Dobová móda okultismu či spiritismu totiž zdaleka nebyla charakteristická pouze pro Gustava Meyrinka, neboť zájem o tyto nauky nebyl cizí ani autorům užšího Pražského kruhu, Brodovi, Kafkovi a Werfelovi.
Významným představitelem pražské novoromantické dekadence, jakýmsi dekadentem par excellence označovaným také za nekorunovaného krále pražské bohémy, byl Paul Leppin, autor prozaických děl, poezie a divadelních her. Dusnou a smyslnou atmosférou evropské dekadence kolem roku 1900 se vyznačuje zvláště skandální román Daniel Jesus, který byl pro svůj erotický obsah některými čtenáři mylně považován za pornografii. Ústřední postava románu, Leppinův Daniel Jesus, vystupující zde coby krysař, svůdce a učiněný antikrist, chce spíše osvobodit tělesnost a sexualitu od pout jakými ji svazovala měšťanská společnost jeho doby. Oblíbenou literární formou, kterou Leppin rozvíjel ve svém dalším díle, je pražský strašidelný román (Prager Gespensterroman), jehož typickým příkladem je Severinova cesta do temnot (Severins Gang in die Finsternis) z roku 1914, kde jsou dále rozvinuty některé motivy z knihy Daniel Jesus v příběhu pražského úředníka Severina zmítaného vlastní tělesností a smyslností až na pokraj šílenství. Téma erotiky ve vztahu k dvojí morálce tehdejší společnosti (a tedy v napětí mezi manželským životem a prostitucí) je v pražské německé literatuře stále přítomno, lze se s ním setkat mimo jiné ve třetím románu Ludwiga Windera Die jüdische Orgel (Židovské varhany), v románu Der Mädchenhirt (Pasák) Egona Erwina Kische či v Ein tschechisches Dienstmädchen (Česká služka) a Franzi oder Eine Liebe zweiten Ranges (Franci čili Láska druhého řádu) Maxe Broda. Posledním vrcholem pražské dekadence je potom Brodův raný román Schloss Nornepygge (Zámek Nornepygge), který však lze zařadit také do kontextu raného expresionismu.

### Pražský expresionismus
Termín expresionismus se ojediněle objevoval ve výtvarném umění už mezi léty 1850 a 1880. V německém prostředí bylo tohoto pojmu poprvé užito v katalogu výstavy Berlínské secese z roku 1911. Z rozpaků nad obrazy francouzských fauvistů („je toto ještě impresionismus?“) si prý malíř Lovis Corinth pomohl vytvořením sémantického opaku, to jest pojmu expresionismus. Ještě téhož roku byl zásluhou Kurta Hillera a Ernsta Barlacha tento termín přenesen do literatury, nějaké jednotné hnutí ve smyslu literární školy ale nikdy nevzniklo. Nejvýznamnějším centrem nového uměleckého směru, který se v desetiletí 1910–1920 rozšířil především v německé jazykové oblasti, byl Berlín, důležitými centry byly rovněž Drážďany (působiště malířů ze skupiny Die Brücke), Mnichov (sídlo expresionistické výtvarné skupiny Der Blaue Reiter), Vídeň (působiště expresionistických hudebních skladatelů kolem Arnolda Schönberga), dále Innsbruck (kde byl vydáván časopis Der Brenner), Curych a v neposlední řadě (jak bude patrno) také Praha. Životní realita začátku dvacátého století s sebou přinášela dosud nevídané tempo, rychle pokračující industrializaci a novou podobu moderních velkoměst, která svým nočním životem (od biografů, kaváren až po nevěstince), reklamami, světly neonů prodlužovala den a bdění na 24 hodin. Důsledkem těchto pro generaci expresionistů zcela nových zážitků a vzruchů byla jistá otupělost anebo naopak hrůza z anonymních, chaotických sil, ztráta schopnosti komunikace a typicky moderní pocit samoty uprostřed davu. Expresionismus je v tomto smyslu městským fenoménem ovlivněným jak dosud nebývalými možnostmi moderní doby, tak pocitem existenciálního ohrožení, z něhož není úniku. Typicky expresionistické vidění světa pak bylo vystupňováno vypuknutím první světové války, které ale mladí umělci (stejně jako většina příslušníků mladé generace na obou stranách konfliktu) přivítali jako důležitý předěl, apokalyptickou bouři, která smete nenáviděný starý svět. Uměleckým výrazem literárního expresionismu bylo extrémní – programové – novátorství a stylistický experiment odlišující nové hnutí zvláště od ostatních (většinou o něco málo starších) uměleckých směrů avantgardy. Jeho charakteristickými tématy jsou válka, velkoměsto, úpadek, strach, ztráta vlastního já a zánik světa, dále potom šílenství, konflikt otce a syna, láska a opojení a podobně Nadějí a častým uměleckým útěkem těchto autorů z hrozivé a odporné reality pak byly nejrůznější utopické vize, zvláště utopie „nového člověka“.

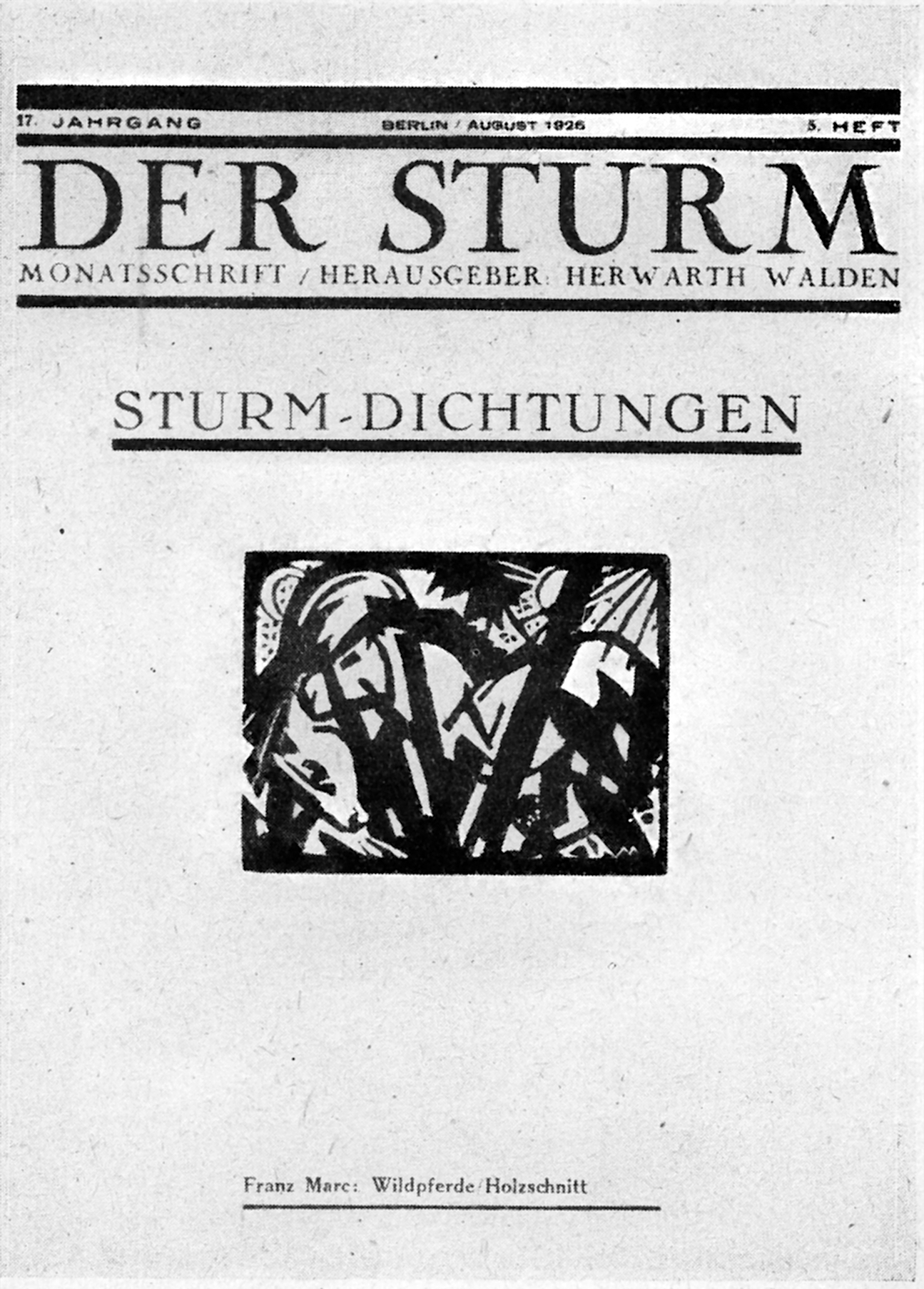
Der Sturm, 17. roč., srpen 1926, č. 5

Pražská německá literatura byla od počátku považována za důležitou součást expresionistického hnutí, do něhož vnesla své vlastní nezaměnitelné stopy (mimo jiné například téma izolace, metaforu ghetta, ostrova či kolonie). Již zmíněný Leppinův román Daniel Jesus byl prvním románem na pokračování, který vycházel na stránkách nově založeného expresionistického časopisu Der Sturm. Brodův Zámek Nornepygge byl nadto Kurtem Hillerem oslavován jako vůbec první expresionistický román (třebaže Brod se svým přiřazením k tomuto stylu nesouhlasil). Kurt Pinthus se dokonce domnívá, že samotným počátkem literárního expresionismu bylo Brodovo vystoupení před skupinou berlínských studentů a literátů v průběhu druhého večera poezie pořádaného redakcí časopisu Die Aktion, kde spisovatel předčítal dosud nepublikovanou Werfelovu báseň „An den Leser“. Toto čtení se podle Kurta Krolopa konalo 16. prosince 1911.
Franz Werfel byl na počátku své tvorby nejmarkantnějším zástupcem takzvaného mesianistického expresionismu, který představoval variantu utopických vizí „nového člověka“, jejíž kořeny lze hledat u Tolstého, Dostojevského, popřípadě v literatuře barokní. Werfelova poezie plná mladické, naivní vřelosti působila v roce 1911 velmi novátorsky – ve srovnání s artistními či symbolistickými skladbami básníků předchozí modernistické generace – právě svou přímočarou, nezastřenou citovostí. Úvodní verš básně An den Leser (Čtenáři) ze sbírky Der Weltfreund (Přítel světa) vyjadřující touhu po univerzálním sbratření se všemi lidmi lze s určitým zjednodušením označit za hlavní téma prvních tří z jeho básnických sbírek. Nadšené přitakání světu má přitom svůj protipól v typicky expresionistických reflexích (vyjadřovaných skrze ich-formu), v nichž Werfel uvažuje o nejrůznějších aspektech smrti, chudoby, stáří, nemoci a osamělosti. Básníkovy osobité variace na utopii „nového člověka“, které jistě souvisejí s jeho pozdějším příklonem ke křesťanství, jsou často nábožensky zabarveny a v mnohém zřetelně inspirovány příběhy evangelií a starozákonními proroky. Základní charakteristikou Werfelovy ich-figury je ovšem (vždy) nedostačující schopnost lásky a sebeobětující náklonnosti k bližnímu. Expresionistická autostylizace básníka pak vedle polohy špatného sociálního svědomí a z toho plynoucího utrpení zahrnuje rovněž elitářský postoj spojený s obrazem básníka-revolučního vůdce, který je pro tuto roli (například v básni Triumphode/Triumfální óda) právě na základě hloubky vlastního utrpení předurčen. Ideje mesianistického expresionismu sice nedosahují úrovně Nietzscheho koncepce Zarathustry, ani křesťanské etické ideály v nich nejsou nahrazeny něčím novým, přesto jsou Werfelovy verše svou utopickou vírou a nadějí dodnes kladnou protiváhu temného, nihilistického pohledu na člověka.
Dalším pražským autorem, kterého lze přiřadit k literárnímu expresionismu, je spisovatel, dramatik a dramaturg Paul Kornfeld, příslušník generace Café Arco. V roce 1914 se odstěhoval do Frankfurtu nad Mohanem, kde se mu podařilo prorazit s tragédií Die Verführung (Svedení) uvedenou ve zdejším městském divadle mezi přední expresionistické dramatiky. Toto pětiaktové drama je obžalobou bezduchého světa z pohledu nešťastného hrdiny Bitterlicha, jenž je nevyhnutelným osudem vláčen k tragické smrti. Kornfeldův protest proti materialismu jeho doby, proti pouhému psychologizování v naturalistickém umění či životu bez vyšších ideálů je zformulován v jeho eruptivním, programovém eseji Der beseelte und der psychologische Mensch (Oduševnělý a psychologický člověk) z roku 1918, který je považován za jeden z nejlepších manifestů expresionismu. V letech 1918–1919 vytvořil Kornfeld pro vídeňský Burgtheater své druhé velké mysteriozní drama Himmel und Hölle (Nebe a peklo), které sice bylo Hermannem Bahrem přijato, nakonec zde však nesmělo být uvedeno. Ve svém dalším díle se potom Kornfeld od expresionismu distancoval a v následující komedii Der ewige Traum (Věčný sen) z roku 1922 svůj styl obrátil v satiru.
Obraz expresionistického desetiletí by zůstal neúplný, kdyby byla opomenuta významná stopa pražské německé literatury a vůbec nejrůznějších pražských motivů v expresionistickém filmu. Vedle průkopnického filmu z roku 1913 Der Student von Prag (Pražský student), ve kterém si zahrál a na režii spolupracoval německý herec a režisér Paul Wegener, v tomto období vznikla golemovská trilogie: Der Golem (1915), Der Golem und die Tänzerin (Golem a tanečnice; 1917) a Der Golem, wie er in die Welt kam (Jak Golem na svět přišel; 1920) opět zahraná a režírovaná Wegenerem. Od roku 1914 hrál s úspěchem v divadle a expresionistickém filmu Ernst Deutsch z generace Café Arco. Konečně hlavním autorem scénáře k jednomu z nejslavnějších filmů této epochy Das Kabinett des Doktor Caligari (Kabinet doktora Caligariho; 1920) byl spisovatel Hans Janowitz, bratr básníka Franze Janowitze.

### Nová věcnost

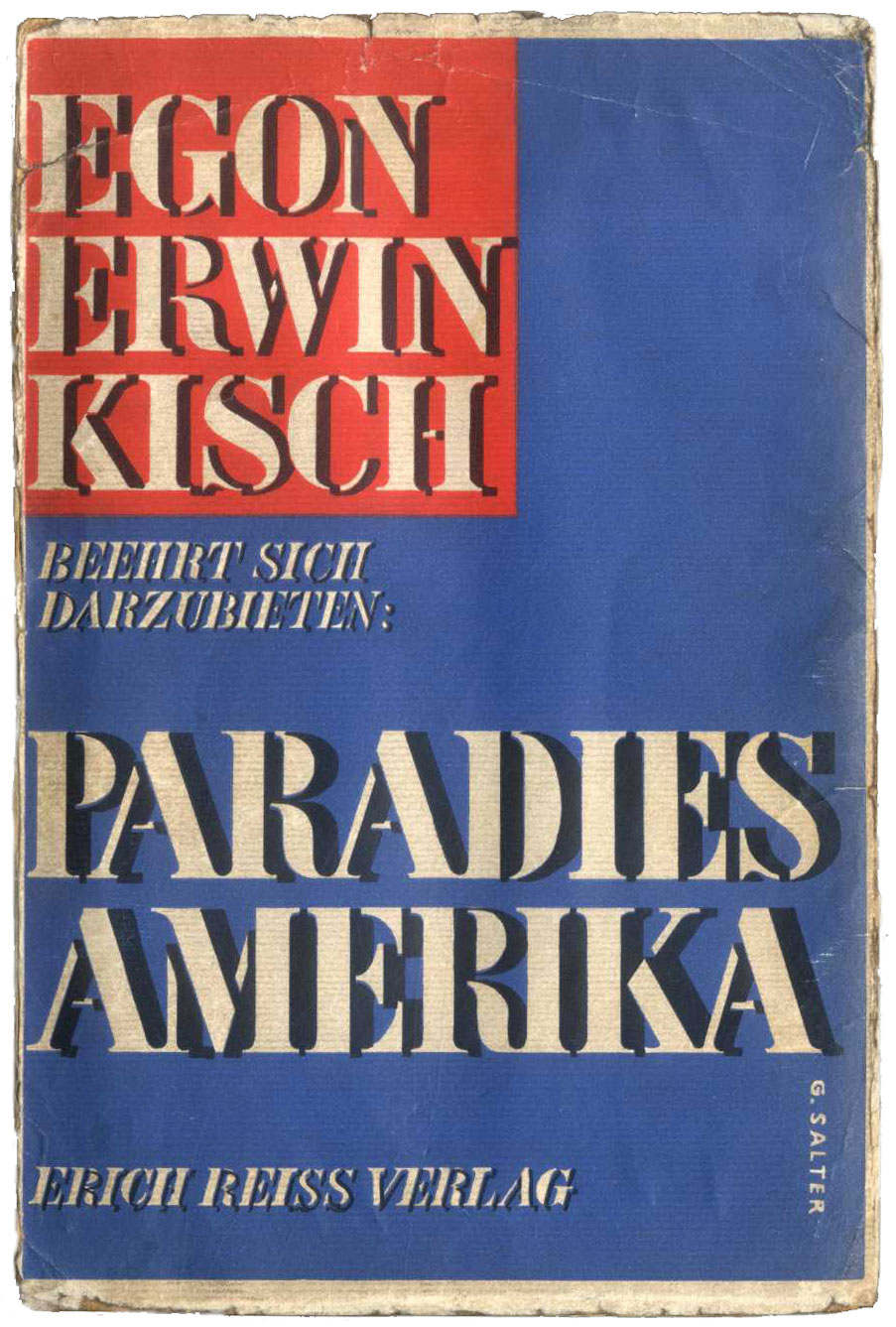
První vydání souboru reportáží Americký ráj z roku 1930

Jedním z logických důsledků expresionistické utopie „nového člověka“ vrcholící na konci první světové války byl levicový aktivismus a nejrůznější varianty levicové avantgardy. Se zjevným vymezením k subjektivně deformující a vypjatě výrazové estetice expresionismu vznikaly v německojazyčné oblasti nové umělecké směry, jejichž souhrnným označením je Nová věcnost (Neue Sachlichkeit). V únavě z válečného a poválečného období hledali tito umělci způsob, jak uchopit objektivní skutečnost v její věcné předmětnosti, a to bez jakéhokoliv náznaku subjektivního hodnocení. V literatuře Nové věcnosti je obsah uměleckého sdělení kladen nad literární formu, která se mu podřizuje obdobným způsobem jako v literatuře faktu. Lyrika pak nabývá podobu jakési nenápadně rytmizované prózy. Pro tyto tendence je typické rozvíjení prozaických žánrů, biografických a reportážních románů, koncipovaných jako „zprávy o skutečnostech“ (Tatsachenberichte). Nová věcnost však nebyla vyhraněným směrem v pravém slova smyslu, ale spíše jen dobovou estetickou tendencí.
Pražským zástupcem Nové věcnosti byl „zuřivý reportér“ Egon Erwin Kisch, autor, který se po počátečním období, kdy psal poezii a prózu s tematikou rodného města, našel v žánru reportážního románu. Již v době vypuknutí první světové války působil Kisch jako dramaturg a novinář v Berlíně, za svého pobytu na srbské frontě sepsal svůj válečný deník Soldat im Prager Korps (Vojákem pražského sboru; 1922), později se jako tiskový mluvčí u Vrchního velitelství ve Vídni stal revolucionářem a zapřisáhlým odpůrcem války, konečně v listopadu 1918 byl Kisch jedním z velitelů vídeňských rudých gard. Vývoj jeho reportážního stylu v letech Výmarské republiky lze rozdělit do tří fází: 1) Nejprve byl reportérem, který ve své tvorbě programově potlačoval jakékoliv tendence a subjektivní hodnocení s jednoznačným příklonem k Nové věcnosti. V předmluvě ke knize Der rasende Reporter / Zuřivý reportér z roku 1924 to vyjádřil slovy: Nic nás tak neohromí jako čistá pravda, nic není exotičtějšího než svět kolem nás, nic není fantastičtějšího než věcnost. 2) Ve druhé fázi, v níž vznikly sborníky reportáží jako Zaren, Popen, Bolschewiken (Caři, popi, bolševici; 1927) nebo Paradies Amerika (Americký ráj; 1930) jsou již patrné tendence k operativní politické agitaci. 3) Konečně pro třetí fázi Kischova stylu je příznačná postupná identifikace s historickým materialismem, popřípadě s takzvaným bílým socialismem.

## Pražští německy píšící autoři[pozn. 10]
- Bruno Adler (1889–1968)[121]
- Friedrich Adler (1857–1938)[59][55]
- Paul Adler (1878–1946)[122]
- Konstantin Ahne (1901–2000)[123]
- Rudolf Altschul (1901–1963)[124]
- Robert Austerlitz (1861–1930)[59]
- Johannes Astl (?–?)[55]
- Karl Bayer (1834–1888)[55]
- Oskar Baum (1883–1941)[125][126][55][122]
- Samuel Hugo Bergmann (1883–1975)[125]
- Josef Adolf Bondy (1876–1946)[127]
- Karl Brand (1895–1917)[55]
- Max Brod (1884–1968)[128][125][126][55][122]
- Hans Demetz (1871–1950)[129]
- Karl Egon Ebert (1801–1882)[130]
- Marie von Ebner-Eschenbach (1830–1916)[71][131][132]
- Hans Effenberger (1884–1950)[133]
- Norbert Eisler (?–?)[125]
- Pavel Eisner (1889–1958)[134]
- Emil Faktor (1876–1942)[55][122]
- Ernst Feigl (1887–1957)[55]
- Grete Fischer (1893–1977)[55]
- Herbert von Fuchs (?–?)[55]
- Rudolf Fuchs (1890–1942)[55][122]
- Louis Fürnberg (1909–1957)[122]
- Walter Fürth (1891–1942)[129]
- Hans Gerke (1895–1968)[129]
- Antonie di Giorgi (1836–1913)[135]
- Hermann Grab (1903–1949)[136]
- Alfred Guth (1881–1969)[127]
- Willy Haas (1891–1973)[125]
- Gusti Hackel (?–?)[55]
- Victor Hadwiger (1878–1911)[133][55][122]
- Willi Handl (1872–1920)[137]
- Auguste Hauschner (1850–1924)[55][138][71]
- Karl Herloßsohn (1804–1849)[139]
- Franz Herold (1854–1943)[59][55]
- Josef Paul Hodin (1905–1995)[140]
- Camill Hoffmann (1878–1944)[133][55][122]
- Leo Heller (1876–1941)[55]
- Franz Janowitz (1892–1917)[125][126][122]
- Hans Janowitz (1890–1954)[125][126][122]
- Erich von Kahler (1885–1970)[71][141]
- Franz Kafka (1883–1924)[125][126][122]
- Siegfried Kapper (1821–1879)[142]
- Gustav Kauder (?–?)[55]
- Egon Erwin Kisch (1885–1948)[55][122]
- Paul Kisch (1883–1944)[143]
- Alfred Klaar (1848–1927)[59]
- Otto Klaeren (1901–1985)[125]
- Hans Klaus (1901–1985)[144]
- Paul Kornfeld (1889–1942)[55][122]
- Oskar Kosta (1888–1973)[122]
- Oskar Kraus (1872–1942)[145]
- David Kuh (1818–1879)[146]
- Paul Kuh (?–?)[125]
- Georg Mordechai Langer (1894–1943)[147]
- Paul Leppin (1878–1945)[133][55][122]
- Hans Liebstöckl (1872–1934)[59][55]
- Fritz Mauthner (1849–1923)[55]
- Georg Mannheimer (1887–1947)[148]
- Grete Meisel-Hess (1879–1922)[149]
- Alfred Meissner (1822–1885)[150]
- Gustav Meyrink (1868–1932)[55][122]
- Hans Natonek (1892–1963)[151]
- Friedrich Werner van Oestéren (1874–1958)[55]
- Laska von Oestéren (?–?)[59]
- Friedrich S. Ost (?–?)[129]
- Paul Paquita (?–?)[55]
- Leo Perutz (1882–1957)[122]
- Otto Pick (1887–1940)[125][126][55][122]
- Heinz Plotzer (?–?)[54]
- Oskar Pollak (1883–1915)[152]
- Ernst Popper (1890–1950)[125]
- Paul Porges (?–?)[127]
- Peter Riedl (1853–1925)[153]
- Rainer Maria Rilke (1875–1926)[133][55]
- Otto Rosenfeld (?–?)[129]
- Otto Roeld (?–?)[122]
- Ferdinand von Saar (1883–1906)[71][154]
- Hugo Salus (1866–1929)[59][55]
- Wolf Salus (?–?)[129]
- Emil Saudek (1876–1941)[155]
- Hedda Sauer-Rzach (1875–1953)[55]
- Walter Seidl (1905–1937)[122]
- Walter Serner (1889–1942)[54]
- Richard Schubert (?–?)[59]
- Ossip Schubin (1854–1934)[156]
- Walther Schulhof (?–?)[127]
- Rudolf Slawitschek (1880–1945)
- Ernst Sommer (1888–1955)[122]
- Hugo Sonnenschein (1889–1953)[157]
- Armin Spitaler (1898–1963)[129]
- Franz Baermann Steiner (1909–1952)[129]
- Karl Hans Strobl (1877–1946)[158]
- Bertha von Suttner (1843–1914)[159][160][161]
- Heinrich Teweles (1856–1927)[59][55]
- Friedrich Torberg (1908–1979)[162]
- Eugen Trager (?–?)[127]
- Walter Tschuppik (1889–1955)[121]
- Hermann Ungar (1893–1929)[122]
- Johannes Urzidil (1896–1970)[55][122]
- Emil Utitz (1883–1956)[163]
- Georg Karl Veranneman (?–?)[129]
- Melchior Vischer (1895–1975)[164]
- Otto Vrieslander (1880–1950)[133]
- Franz Carl Weiskopf (1900–1955)[122]
- Ernst Weiss (1882–1940)[122]
- Felix Weltsch (1884–1964)[165]
- Franz Werfel (1890–1945)[125][126][55][122]
- Oskar Wiener (1873–1944)[133][55][122]
- Paul Wiegler (1878–1949)[55]
- Joseph Willomitzer (1849–1900)[59]
- Ludwig Winder (1889–1946)[55][122]
- Ottokar Winicky (1872–1941)[55]
- Richard Wurmfeld (?–?)[127]

## Nejdůležitější nakladatelé a vydavatelé
| „Na jaře roku 1913 jsme Wolff, Werfel, Hasenclever a já seděli v jednom nočním baru. Bylo domluveno, že začneme vydávat sérii malých svazečků básní, z nichž každý, na rozdíl od tehdy již vzkvétající edice Insel-Bücherei, měl být napsán mladým nebo dosud neznámým autorem. Jaké však měla mít jméno? Na stole ležely archy s korekturami Werfelovy nové knihy básní „My jsme“. Zabodli jsme do ní tužku: poslední řádek takto nalezené strany 116 začínal slovy „Ó poslední soude!“ (O jüngster Tag!). Tak vznikla edice, jež měla nadále reprezentovat klíčící, nastupující literaturu.“ |
| Kurt Pinthus, Erinnerungen an Franz Werfel, 1945 |

Vzhledem k absenci jazykové bariéry není překvapivé, že již generace autorů z literárního uskupení Concordia publikovala ve významných nakladatelstvích německé jazykové oblasti. Hugo Salus například spolupracoval s lipským nakladatelstvím Eugen Diederichs a s berlínským vydavatelem Egonem Fleischelem. Rilke byl vydáván ve Stuttgartu (Adolf Bonz & Comp.), Lipsku (Friesenhahn, Poeschel & Trepte, Insel-Verlag) a Drážďanech (Wolfgang Jess). Paul Leppin pak kombinoval pražské (, Arthur Werner, Hugo Kosterka, Verlag des Vereines deutscher bildeender Künstler in Böhmen), rakouské (Eduard Strache) a německé vydavatele (Delphin Verlag). V celé řadě nakladatelů vydávajících pražské německé spisovatele stojí za zmínku zvláště ti, kteří jako první rozpoznali význam dosud neznámých autorů ze slavné generace Café Arco, jmenovitě Kurt Wolff, Ernst Rowohlt a Paul Zsolnay.

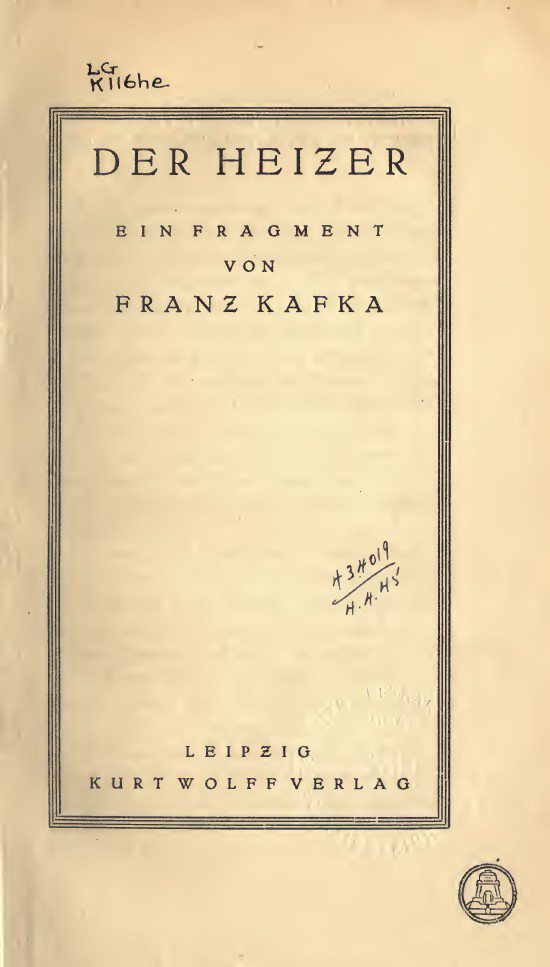
Franz Kafka – Topič (1913)

Kurt Wolff (1887–1963) založil ve své době nejdůležitější nakladatelství pro expresionistickou literaturu v Německu: Kurt Wolff Verlag, které existovalo v letech 1913 až 1940. V roce 1908 se Wolff v Lipsku seznámil s Ernstem Rowohltem (1887–1960), zakladatelem nového vydavatelského domu, a stal se jeho tichým společníkem. Lektory společného nakladatelství byli Kurt Pinthus a Walter Hasenclever, jejichž prostřednictvím se Wolff seznámil s Kafkou, Brodem a Werfelem. Pro vzájemné neshody však 1. listopadu 1912 Rowohlt z nakladatelství odstoupil a Wolff po zaplacení odstupného ve výši 15 000 marek celý podnik (mimo jiné i s právy na vydávání Johannese Roberta Bechera, Maxe Broda, Georga Heyma, Franze Kafky a Arnolda Zweiga) převzal a přejmenoval na Kurt Wolff Verlag. V letech 1912–1915 byl v novém Wolffově nakladatelství zaměstnán Franz Werfel, který zde založil slavnou expresionistickou edici Der jüngste Tag (Poslední soud), v níž mimo jiné vyšlo jeho drama Die Versuchung (Pokušení) a básnická sbírka Gesänge aus den drei Reichen (Zpěvy ze tří říší). Kurt Wolff měl velký úspěch také s vydáváním Meyrinkova Golema. Rozsáhlá reklamní kampaň organizovaná obchodním zástupcem Georgem Heinrichem Meyerem využila známosti stejnojmenného filmu Paula Wegenera z roku 1913, přičemž výše celkového nákladu mohla odhadem činit kolem 200 000 exemplářů. Na konci expresionistické éry byl v roce 1921 Wolf v důsledku inflace nucen přeměnit firmu na akciovou společnost, ve svém dalším podnikání se proto soustředil na literární produkci v jiných jazycích (v roce 1924 například ve Florencii založil vydavatelství Pantheon Casa Editrice S.A.). V roce 1929 se Wolff rozhodl činnost tehdy již dosti prodělečného nakladatelství ukončit. Počátkem třicátých let pak nejen pro svůj židovský původ odešel do exilu (Florencie, Francie, USA) a od roku 1942 tu provozoval nové vydavatelství Pantheon Books. Po roce 1960 se vrátil zpět do Evropy, kde při návštěvě Německa v roce 1963 zemřel na následky dopravní nehody.
Paul Zsolnay (1895–1961) byl zakladatelem prestižního vídeňského nakladatelství Paul Zsolnay Verlag, které se etablovalo v meziválečných letech 1924 až 1938. Samotný nápad na vytvoření nového podniku vznikl během večírku v Zsolnayově domě, jehož se účastnili také Alma Mahlerová-Werfelová a Franz Werfel. Herečka Ida Rolandová zde Zsolnayovi navrhla, aby si založil vlastní nakladatelství. Budoucí nakladatel byl nejprve skeptický, když mu však Alma Mahlerová-Werfelová nabídla Werfelův první velký román Verdi, souhlasil. Werfelův Verdi byl vydán 4. dubna 1924 a nové nakladatelství rychle prodalo 60 000 výtisků (do roku 1933 se pak celkový náklad vyšplhal na 250 000 kusů). V roce 1929 se Paul Zsolnay oženil s dcerou Almy a Gustava Mahlerových, sochařkou Annou Mahlerovou, s níž měl dceru Almu Zsolnay. Podnikavý Zsolnay se mimo jiné zajímal o Kafkovu literární pozůstalost, jejíž vydávání (za daných finančních podmínek) ale považoval za příliš riskantní. Max Brod, který s ním o této pozůstalosti jednal, brzy sám k Zsolnayovi přešel a zprostředkovával mu další (nejen) pražské autory. V Paul Zsolnay Verlag tak byla vydána díla Oskara Bauma, Hanse Natonka, Friedricha Torberga a Huga Sonnenscheina. Byly to však především knihy Franze Werfela a Lea Perutze, které toto nakladatelství nejvíce proslavily. Po anšlusu v roce 1938 byl Zsolnay nucen emigrovat, jeho nakladatelství bylo následně arizováno. Po druhé světové válce se ovšem do Rakouska vrátil a vedl toto vydavatelství, které existuje dodnes, až do své smrti v roce 1961.

## Časopisy a ročenky

### Frühling
Časopis Frühling (Jaro) vycházející v letech 1900–1901 s podtituly „Lyrische Flugblätter“ (Heft 1–2) a „Moderne Flugblätter“ (Heft 3–4), to jest lyrické či moderní letáky, vydával Paul Leppin pod redakčním vedením Hugo Steinera. Jednalo se o první publikační platformu jakéhosi jádra hnutí Jung-Prag, jímž byl okruh autorů kolem Paula Leppina spolupracujících se Spolkem německých výtvarných umělců v Čechách (Verein deutscher bildender Künstler in Böhmen). Do časopisu přispívali zvláště: Margarete Beutler, Camill Hoffmann, Rainer Maria Rilke, Oskar Wiener a Stefan Zweig.

### Wir
Literární časopis Wir: deutsche Blätter der Künste (My: německé listy o umění) byl druhým pokusem hnutí Jung-Prag ovlivnit diskusi o současné literatuře a výtvarném umění. Redaktorem literární části byl opět Paul Leppin, část výtvarnou redigoval Richard Teschner. Časopis byl vydáván poměrně krátce, vyšly pouze dva sešity (Heft 1 – duben 1906, 24 s.; Heft 2 – květen 1906, 28 s.), neboť Wir byl brzy zakázán. V prvním čísle Leppin jako stanovisko hnutí Jung-Prag uvedl, že: „Naším jediným programem je hájit nezávislost všeho a všech na jakékoliv instituci, na jakékoliv osobě a na jakémkoliv předsudku.“ Brod to za svou generaci později komentoval slovy: „Tak jako my jsou totiž přesvědčeni o tom, že k nadpozemskému odkazující hymnická síla básnického umění nepotřebuje žádné doplňky a žádné stranické zájmy k tomu, aby ze své ryzí svrchovanosti působila na lidstvo.“ První i druhý sešit časopisu Wir je k dispozici v digitalizované podobě.

### Selbstwehr
Časopis Selbstwehr (Sebeobrana) vycházející v Praze v letech 1907–1938 s podnázvy „nezávislý židovský týdeník“ (unabhängige jüdische Wochenschrift) a od roku 1922 „židovský lidový list“ (Jüdisches Volksblatt) byl sionistickým listem, který měl blízko k Spolku židovských vysokoškoláků Bar-Kochba (Verein jüdischer Hochschüler Bar-Kochba in Prag), v jehož čele byl tehdy filosof Hugo Bergman. V souvislosti s činností časopisu se ustavilo nakladatelství Selbstwehr-Verlag, které vydávalo také ročenku Jüdischer Almanach. V letech 1913–1917 byl redaktorem Selbstwehru Siegmund Kaznelson vystřídaný později Nelly Thieringer. Nejdůležitějším vydavatelem časopisu Selbstwehr byl ovšem od roku 1919 do roku 1938 Felix Weltsch, filosof a blízký přítel Maxe Broda a Franze Kafky, kteří byli oba rovněž autory některých článků a náruživými čtenáři časopisu. V této době byl Selbstwehr nejdůležitějším sionistickým časopisem v Československu, a to až do konce roku 1938, kdy byl zakázán a veškerá jeho publikační činnost zastavena.

### Herder-Blätter
Časopis Herder-Blätter (Herderovy listy), který z pověření Sdružení Johanna Gottfrieda Herdera vydávali Willy Haas, Norbert Eisler a Otto Pick (od č. 4/5), vycházel od dubna 1911 do října 1912. Z pražské perspektivy byly Herder-Blätter orgánem více nebo méně neznámých „mladých pražských básníků“, kteří, jak poznamenává Prager Tagblatt, „se sdružují kolem Maxe Broda“: to jest Oskar Baum, Norbert Eisler, Rudolf Fuchs, Willy Haas, Franz Janowitz, Hans Janowitz, Franz Kafka, Paul Kuh, Otto Pick a Ernst Popper. Ve zpětném pohledu je ovšem třeba dodat, že tito „mladí pražští básníci“ udržovali úzký kontakt také s řadou nejdůležitějších center a tendencí soudobé literatury například s Hugem von Hofmannsthal a jeho kruhem; s vydavatelem časopisu Die Fackel Karlem Krausem a jeho spolupracovníky Albertem Ehrensteinem, Ottou Stoesslem a Bertholdem Viertelem; s kruhem berlínských autorů kolem Kurta Hillera a Ernsta Blasse; s innsbruckým čtrnáctideníkem Der Brenner; s heidelberským nakladatelstvím Hermann Meister a jeho měsíčníkem Saturn; s uměleckou kolonií v Hellerau a jejím časopisem Neue Blätter, jejž vydával Jakob Hegner a Paul Adler; s Franzem Bleiem, Alfredem Kubinem a Heinrichem Mannem. Třebaže časopis Herder-Blätter byl brzy zastaven (Izraelitský humanitní spolek „Bohemia“ jej odmítl dále financovat), pět vydaných čísel (přičemž čísla 4 a 5 vyšla jako dvojčíslo) postačilo k tomu, aby se nastupující generace dostatečně literárně profilovala. V časopise debutovali mnozí pražští autoři svými básněmi, prózami, esejemi či kritikami. Za skutečně revoluční počin lze považovat v č. 4/5 založenou rubriku „Neue tschechische Literatur“ (Nová česká literatura), kde se tvůrci Herder-Blätter, konkrétně Otto Pick (článek Tschechische Dichtkunst), Hans Janowitz (medailonek Petra Bezruče) a Rudolf Fuchs (překlad ukázky z Bezručových Slezských písní) pokusili německým čtenářům zprostředkovat českou kulturu a české umění. Tím v pražské německé literatuře začíná tradice programového sbližování obou kultur, tradice rozlamující bariéry vzájemné nenávistné nevšímavosti – dosud typické pro kulturní politiku Čechů i Němců v Praze. V roce 1961 byla vydána faksimile všech pěti čísel, kterou redigoval Rolf Italiaander. Originální vydání časopisu Herder-Blätter byla zdigitalizována Národní knihovnou ČR a jsou volně přístupná na stránkách aplikace Kramerius.

### Arkadia
Když Herder-Blätter po dvojčísle z roku 1912 přestaly vycházet, sešla se většina jejich hlavních spolupracovníků opět na jaře 1913 v Brodově ročence Arkadia: ein Jahrbuch für Dichtkunst (Arkadia: ročenka pro literaturu), která se výslovně zřekla kritiky, polemiky i skupinové řevnivosti, a mohla tak oproti Herder-Blätter podstatně rozšířit okruh přispěvatelů. Mezi osmnácti autory Arkadie bylo deset bývalých spolupracovníků Herder-Blätter (Oskar Baum, Franz Blei, Martin Beradt, Max Brod, Franz Janowitz, Hans Janowitz, Franz Kafka, Max Mell, Otto Pick, Franz Werfel) a třináct z celkem dvaceti tří příspěvků pocházelo od nich. Byl to opět Max Brod, kdo jako první rozeznal význam lyrika Franze Janowitze. Do ročenky Arkadia zařadil čtrnáct básní jedenadvacetiletého autora vedle textů Roberta Walsera a poprvé otištěného Kafkova Ortelu. Zdigitalizovaná verze ročenky Arkadia je dostupná například v rámci projektu Internet Archive.

### Der Pfad
Beletristický měsíčník Der Pfad (Stezka) byl založen v dubnu 1919 několika absolventy Malostranského gymnázia, vydávali jej Georg Karl Veranneman a Armin Spitaler. Cílem časopisu nebylo nic menšího než překonání éry materialismu, která zavedla lidstvo na scestí světové války, návratem k přírodě a k životu v předindustriálním věku. Mezi jinými zde byly publikovány texty mladých autorů jako byli Johann Stief, Hans von Zaremba a Felix Grünert, vedle nich však také díla starších autorů, kteří žili mimo území Čech (Wilhelm Lennemann, Arthur Schubart, Fritz Alfred Zimmer). Už v roce 1919 ovšem muselo být z finančních důvodů vydávání časopisu zastaveno. Hans Klaus, Konstantin Ahne a Rudolf Altschul, kteří s měsíčníkem Der Pfad spolupracovali až do října 1920, vytvořili vlastní literární skupinu Die Gruppe Protest, v níž se svou tematikou a nakládáním s jazykem distancovali od názorů literární moderně nepřátelské skupiny Der Pfad.

### Die Zeitschrift Avalun
Časopis Avalun, který od května 1921 vydávali členové Die Gruppe Protest, to jest Konstantin Ahne, Rudolf Altschul a Hans Klaus, byl nejdůležitějším publikačním orgánem této literární skupiny. Redakce časopisu se nacházela v bývalém bytě Hanse Klause v Karlíně č.p. 363. Od května 1921 vyšlo celkem šest čísel zahrnutých do sešitů 8–10 (Heft 8–10), v listopadu 1921 však muselo být vydávání časopisu opět z finančních důvodů zastaveno. Důvodem pro vydávání časopisu Avalun bylo rozhodnutí vydavatele o ukončení časopisu Der Pfad, které pro členy pozdějšího uskupení Die Gruppe Protest znamenalo ztrátu možnosti publikovat vlastní texty. V časopise Avalun pak byly vydávány téměř výhradně texty členů této skupiny s výjimkou: diskuse o cyklu politických kreseb Georga Grosze „Tvář vládnoucí třídy“ (Das Gesicht der herrschenden Klasse) a o výstavě Augusta Brömse byly otištěny rovněž perokresby pocházející pravděpodobně od bratra Ernsta Feigla Bedřicha. Název časopisu – Avalun – byl na podnět Rudolfa Altschula přejat z románu Paula Adlera (Nämlich/Totiž, 1915), ve kterém je toto (nepatrně obměňované) slovo v asociačním zřetězení spojeno nejprve s názvem hostince, potom s podsvětím a nakonec s motýlem požírajícím svět víl. Adler se přitom nechal inspirovat jménem pohádkového ostrova v artušovských ságách, což je motiv, který se objevuje také v manifestu skupiny Die Gruppe Protest.

### Die Wahrheit
Časopis Die Wahrheit (Pravda) vycházející od roku 1921 do roku 1938 (nejprve jako měsíčník, později jako čtrnáctideník, od srpna 1933 pak jako týdeník) byl pacifisticky zaměřeným periodikem, které se obracelo proti jakémukoliv nacionalismu a antisemitismu a které usilovalo o smíření mezi Čechy a Němci. Tento časopis, považovaný pražským měšťanstvem za socialistický, se po převzetí moci v Německu národními socialisty soustředil na pomoc emigrantům a na důsledný protifašistický boj, o což se zasazoval zvláště jeho šéfredaktor Georg Mannheimer. K jeho spolupracovníkům mimo jiné patřili Max Brod, Oskar Baum, Christian von Ehrenfels, Ernst Feigl, Johannes Haase, Stefan Heym, Karel Čapek, Alois Jirásek, František Kubka, Arne Novák, Paul Leppin, Otto Pick, Walter Seidl, Johannes Urzidil, Oskar Wiener a letech 1928–1932 také Hans Klaus.

## Překlady české literatury
Navzdory Eisnerově teorii trojího ghetta nebyla pražská německá literatura žádným do sebe zapouzdřeným, izolovaným fenoménem. Výsledkem každodenního kontaktu s českým jazykem a prostředím byla dlouhodobá snaha těchto autorů o zprostředkování toho nejlepšího z české literatury a kultury okolnímu světu v četných překladech, publicistice i ve zcela konkrétních osobních intervencích ve prospěch uvedení či publikování děl českých autorů.
Významným překladatelem české poezie i operních libret byl již Friedrich Adler z generace spolku Concordia. Jeho prvním překladatelským pokusem byla básnická sbírka Vítězslava Hálka V přírodě. S výsledkem svého úsilí navštívil Hálkova přítele Jana Nerudu, který jeho práci uvítal a navrhl mu přeložit výbor ze svých Balad a romancí. K vydání německé verze Hálkových přírodu oslavujících básní však nakonec nedošlo. Na jaře 1891 začal Adler po úspěchu s překlady ze španělštiny a italštiny překládat poezii Jaroslava Vrchlického, z níž byla v německém znění opakovaně vydávána rozsáhlá antologie. Jeho překlady Vrchlického jsou oceňovány jak pro kongeniální převod jednotlivých básnických obrazů, tak pro svou virtuozitu a mistrovství. Kromě poezie Adler s úspěchem překládal také českou písňovou a operní tvorbu.

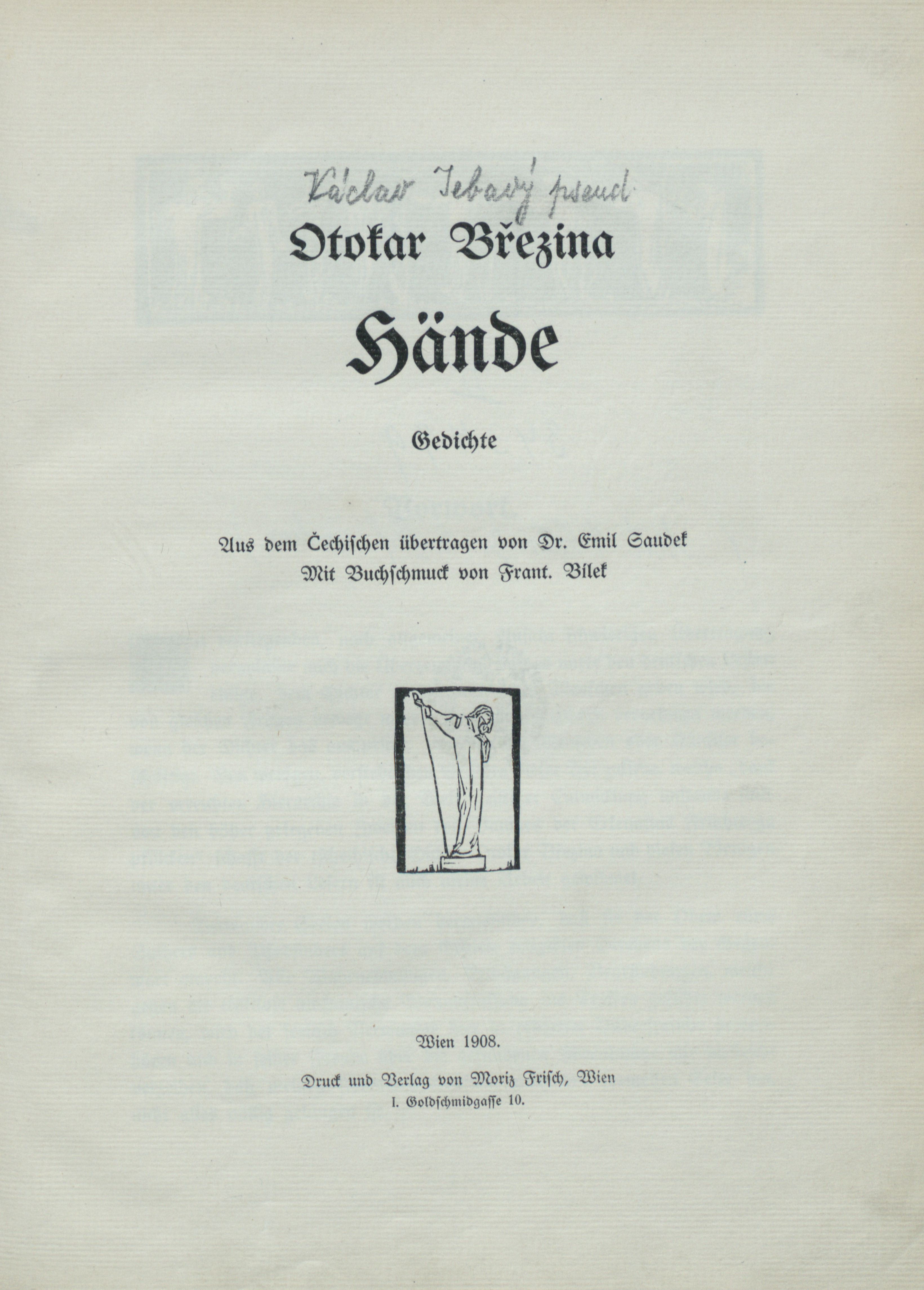
Saudkův překlad Březinovy básnické sbírky Ruce z roku 1908

Max Brod, který obzvlášť vynikal schopností objevovat talenty jiných, byl po celý svůj život oddán přesvědčení, že je třeba být prostředníkem mezi německou a českou kulturou, pročež opakovaně využíval svůj vliv v oblasti literatury, divadla, hudby a do jisté míry také ve výtvarném umění. Nespornou zásluhou Maxe Broda je jeho rozhodná obhajoba Haškova Švejka v Prager Abendblattu z 24. března 1923 s uvedením vlastního překladu krátkého úryvku, tedy v době, kdy oficiální proud české kritiky tuto knihu buď zatracoval nebo ignoroval. Jeho dalším významným počinem na poli divadla byl překlad českých dramatiků Arnošta Dvořáka a Viléma Wernera, zejména ale jeho překlady operních libret děl Leoše Janáčka, Vítězslava Nováka a Jaromíra Weinbergera, které s velkým úspěchem propagoval na evropských německojazyčných scénách.
Důležitým zprostředkovatelem mezi oběma kulturami, který již před první světovou válkou usiloval o překonání národnostních bariér, byl dnes zapomenutý autor Otto Pick. Za určitý milník je považován jeho článek o „Nové české literatuře“ publikovaný v posledním čísle časopisu Herder-Blätter, v němž je formulováno jeho přesvědčení o estetické autonomii umění, která nemá být poškozována společensko-politickými zájmy. Vedle své literární tvorby a redakční práce Pick překládal Fráňu Šrámka, spolupracoval rovněž s Františkem Langerem a Karlem Čapkem. Dramatická díla těchto českých autorů se díky Pickovým překladům dočkala úspěchů na mezinárodních scénách. Ještě před rokem 1918 uvedl Pick na německý trh celý Čapkův povídkový soubor Boží muka, později otevřel dveře do světa jedné z nejslavnějších her Karla Čapka R.U.R.
Ještě v době, kdy byl Petr Bezruč v Rakousku-Uhersku oficiálně zakázaným autorem, přeložil jeho verše básník a překladatel Rudolf Fuchs. Díky kontaktům pražských autorů potom Bezručovy Slezské písně vyšly v Lipsku v roce 1916 v nakladatelství Kurt Wolff Verlag. Dalším překladatelem Bezručových básní byl spisovatel a parlamentní zpravodaj v deníku Bohemia, Georg Mannheimer, který tyto texty vydal v soukromých tiscích v letech 1931 a 1932. Pražští němečtí spisovatelé (Emil Saudek, Franz Werfel, Otto Pick, Pavel Eisner) také vytvořili první průkopnické překlady z poezie Otokara Březiny.
Vlivným kulturním prostředníkem v období mezi světovými válkami, u něhož příklon k české kultuře vedl k postupné asimilaci, byl Paul Eisner, který je v souvislosti s pražskou německou literaturou významný především svou neúnavnou propagací Kafkova díla (mimo jiné například překladem Kafkova Zámku a esejem Franz Kafka a Praha). Po jeho počátečních snahách o zprostředkování českého elementu v jiných jazycích u něho nastupuje intenzivní zájem o českou kulturu adresovaný česky mluvícímu publiku, později potom filologický zájem o samotnou češtinu, o čemž dodnes svědčí jeho knihy Rady Čechům, jak se hravě přiučiti češtině, Čeština poklepem a poslechem a zvláště Chrám i tvrz. Po roce 1945 se směr Eisnerovy překladatelské činnosti obrátil k překladům z němčiny do češtiny zaměřeným hlavně na německý román klasické moderny.

## Epilog
| „Se zánikem pražské německé literatury, která se stala jednou z mnoha obětí hnědého fašistického barbarství, zmizel ze života této země a ze života střední Evropy důležitý prostředník mezi dvěma národy, jimž bylo historií a zeměpisnou polohou souzeno žít vedle sebe. Po pražské německé literatuře zbyla z tohoto hlediska mezera, která dodnes nebyla zaplněna, jistě ke škodě rychlé normalizace sousedských vztahů mezi Čechy a Němci.“ |
| Eduard Goldstücker, Weltfreunde, 1967, s. 42 |

Po uzavření Mnichovské dohody se Max Brod a několik přátel rozhodli vystěhovat do Palestiny, která v té době byla ještě pod britskou mandátní správou. S výjimkou Ludwiga Windera se ale po dlouhou dobu nikdo z nich necítil blízkostí ani politikou nacistického souseda bezprostředně ohrožen. Jen šťastnou náhodou se večer 14. března 1939 podařilo Brodovi a Felixu Weltschovi opustit území již obsazovaného zbytkového území Československa posledním vlakem, který odjížděl z Moravské Ostravy do Polska. Mnozí z pražských spisovatelů německého jazyka takové štěstí neměli: Oskar Baum zemřel po nezdařeném pokusu o emigraci na následky operace v roce 1941, Paul Kornfeld a Emil Faktor zahynuli v Lodžském ghettu, Camill Hoffmann byl zavražděn v Osvětimi, Walter Serner v Rize, Oskar Wiener zemřel v Terezíně stejně jako řada dalších včetně přátel a příbuzných. Po katastrofě druhé světové války a vyvraždění většiny z těch, kdo vytvářeli tuto literární kulturu, přišlo další pronásledování v nepokrytě antisemitských politických procesech padesátých let, jejichž obětí se stal například Hugo Sonnenschein a Oskar Kosta a které Luise Fürnberga a Franze Carla Weiskopfa přiměly k vystěhování do NDR. V následných „emigrantských“ textech pražských spisovatelů, které na tuto literaturu navazují, což platí zvláště pro tvorbu Maxe Broda a nostalgické snění o Praze v dílech Johannese Urzidila,  je Praha už jen městem vzpomínek.
Jako vůbec poslední představitelka kdysi tak slavné německé literární scény bývá označována spisovatelka Lenka Reinerová, která se stala známou díky své vzpomínkové autobiograficky laděné próze Das Traumcafé einer Pragerin (Kavárna nad Prahou) z roku 1996. Jejím přičiněním byl v roce 2004 založen nadační fond Pražský literární dům autorů německého jazyka, jehož cílem je nejen uchovávat odkaz spisovatelů Pražského kruhu, ale také poukazovat na současnou tvorbu německy píšících literátů pocházejících z území dnešní ČR. Pražská německá literatura je dnes v podobě specializovaných seminářů součástí výuky na Ústavu germánských studií Filozofické fakulty Univerzity Karlovy, kde bylo rovněž v roce 2015 založeno Centrum Kurta Krolopa pro německou literaturu v Čechách, dále na Katedře německých a rakouských studií Fakulty sociálních věd, na Katedře germanistiky Pedagogické fakulty Univerzity Palackého v Olomouci a konečně na Katedře německého jazyka Pedagogické fakulty Západočeské univerzity v Plzni.